# Fellbach
Fellbach är en stad i Rems-Murr-Kreis i regionen Stuttgart i Regierungsbezirk Stuttgart i förbundslandet Baden-Württemberg i Tyskland, strax nordost om Stuttgart. Folkmängden uppgår till cirka 46 000 invånare, på en yta av 28 kvadratkilometer. Staden fick stadsrättigheter 1933 och fick sin nuvarande gränsdragning 1973-1974, då de tidigare självständiga kommunerna Schmiden och Oeffingen införlivades som stadsdelar.